# Mejyrżan Szermachanbet
Mejyrżan Anarbajuły Szermachanbet (kaz. Мейіржан Анарбайұлы Шермаханбет; ur. 29 lipca 1996) – kazachski zapaśnik walczący w stylu klasycznym. Brązowy medalista mistrzostw świata w 2018 roku. 
Srebrny medalista igrzysk azjatyckich w 2022.
Mistrz Azji w 2022 i wicemistrz w 2019 roku.